# Mait Luha
Mait Luha (ur. 30 stycznia 1938 w Tallinnie) – radziecki (estoński) kierowca wyścigowy.

## Kariera
Karierę w sportach motorowych rozpoczął w 1973 roku pod kierunkiem Jukka Reintama. Do jego początkowych sukcesów należy trzecie miejsce w klasyfikacji Estońskiej Formuły 3 w latach 1975–1976. W latach 1978–1979 był z kolei wicemistrzem serii. W latach 1978–1979 zdobył również wicemistrzostwo Estońskiej Formuły Easter. W 1980 roku został mistrzem tej serii, a w latach 1981–1982 ponownie zdobył drugie miejsce w klasyfikacji. Tymczasem w 1983 roku zdobył mistrzostwo Formuły 3. W latach 1985–1986 był trzeci w Estońskiej Formule Easter.
Ścigał się również w eliminacjach Sowieckiej Formuły 3 i Pucharu Pokoju i Przyjaźni. W 1976 zdobył pole position w ramach eliminacji Pucharu w Kijowie.